# Clostridium tetani
Clostridium tetani — грам-позитивна облігатно анаеробна бактерія роду Clostridium, що утворює ендоспори, збудник правця. Вперше описана в 1884 році німецьким медиком Артуром Ніколаєром (Arthur Nicolaier), виділена в чисту культуру в 1889 році японським бактеріологом Кітасато Сібасабуро (北里 柴三郎). Виробляє токсини, що належать до II групи патогенності.

## Біологічні властивості

### Морфологія
C. tetani — велика (3-12 × 0,3-0,6 мікрон), рухома за допомогою кількох джгутиків (перитрих) паличкоподібна бактерія. Утворює овальні ендоспори, що перевищують діаметр клітини в 2-3 рази, розташовані термінально (характерна морфологія типу «барабанних паличок»).

### Культуральні властивості
C. tetani — хемоорганогетеротроф, облігантний анаероб. Для культивування на живильних середовищах необхідно забезпечувати анаеробні умови. На твердих живильних середовищах утворюють дрібні прозорі колонії з неправильними краями, що через деякий час отримують скляний блиск. У рідких живильних середовищах росте поволі, спостерігається слабке помутніння і легкий шар пилоподібного осаду на стінках пробірки. При уколі в товщу щільного живильного середовища утворює дрібні колонії, схожі на шматочки вати. Розріджує желатин з газоутворенням. Не ферментує вуглеводів.

### Антигенні властивості
Володіє груповим специфічним О-антигеном і типоспецифічним Н-антигеном. За особливостями будови Н-антигена виділяють 10 сероварів C. tetani.

## Патогенез

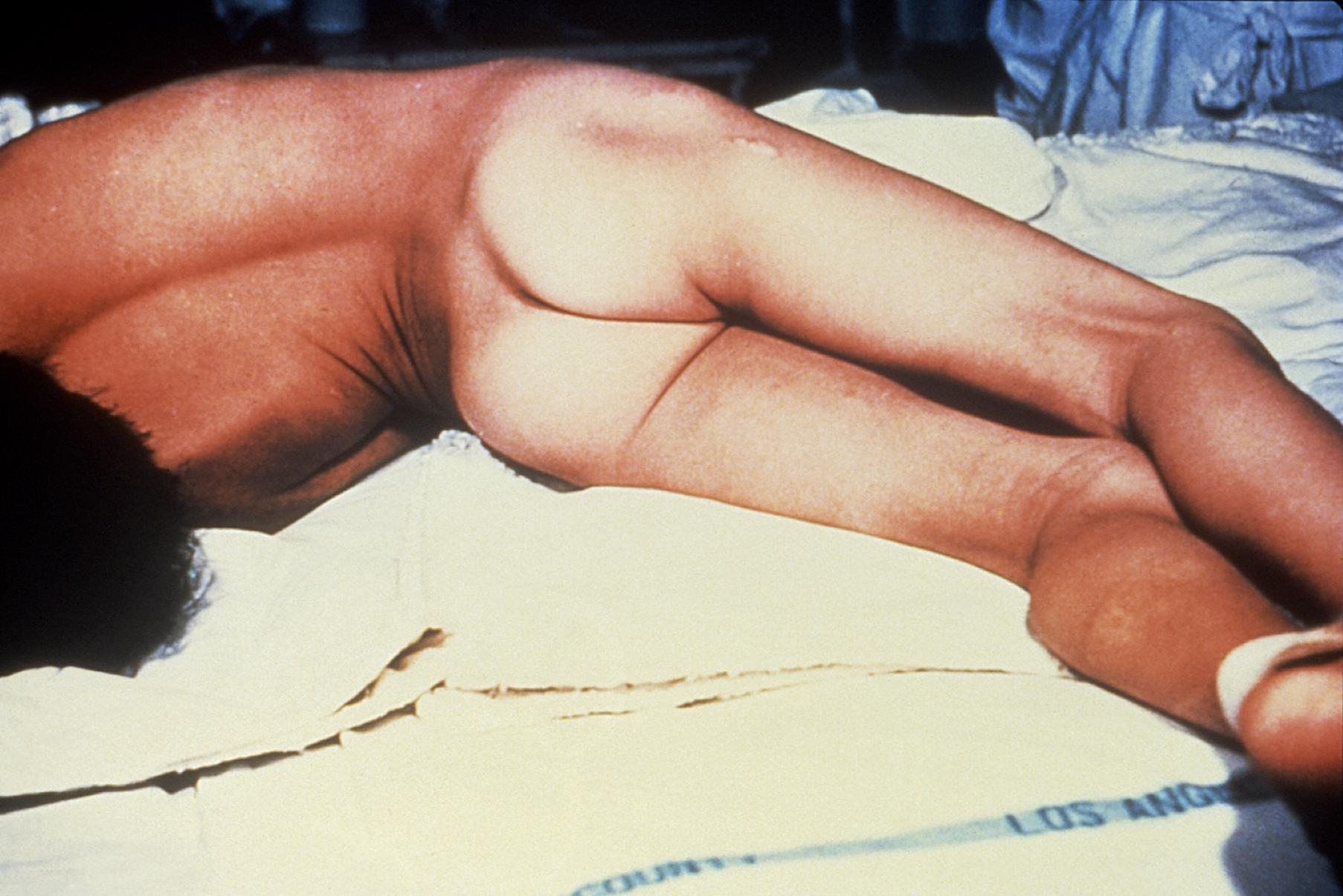
Характерні судоми, що спостерігаються при правці

C. tetani виробляє тетаноспазмін, що володіє нейротоксичними властивостями і тетанолізин, що володіє гемолітичними властивостями. Тетаноспазмін діє на периферичну нервову систему і викликає тонічні скорочення поперечносмугастої мускулатури. Тетанолізін викликає лізіс еритроцитів. Тетаноспазмін нейтралізується протиправцевою сироваткою, нестійкий при нагріванні, в лужному середовищі і під дією сонячних променів. Не всмоктується в травній системі, безпечний при пероральному прийомі. Збудник правця небезпечний для людей, тварин. Механізм передачі — контактний.